# Yves Jan-Kerguistel
Yves Marie Joseph Jan-Kerguistel, né le 29 octobre 1892 à Lorient (Morbihan) et mort le 18 mars 1971 à La Baule-Escoublac (Loire-Atlantique) est un officier de marine et un ingénieur aéronautique français.

## Biographie

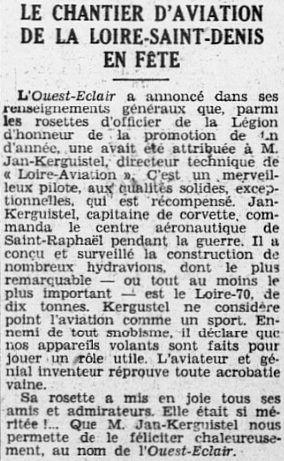
Article du journal L'Ouest-Éclair en date du 6 janvier 1935 consacré à Yves Jan-Kerguistel sous le titre « Le chantier d'aviation de la Loire-Saint-Denis en fête ».

Yves Jan-Kerguistel est le fils de Fernand Jan-Kerguistel, capitaine de vaisseau, chef de la division navale de l'Indochine, et de Marie Henriette Cugnin.
En 1910, il s'engage dans l'Armée et réussit en 1911 le concours d'entrée à l'École navale. Après avoir passé trois ans sur le Borda, il est pendant la Première Guerre mondiale marin-aviateur, étant breveté pilote d'avion le 28 février 1916  à Chartres et pilote d'hydravion le 14 juin 1916 à Toulon ; après avoir contracté la fièvre typhoïde, il est nommé au centre d'aviation maritime de Salonique en 1916 et à celui de Saint-Raphaël en 1917. Il est promu lieutenant de vaisseau en 1920 et capitaine de vaisseau en 1928.
En 1930 il devient ingénieur aux Ateliers et Chantiers de la Loire (dans sa filiale Loire Aviation) et participe à la conception de plusieurs modèles d'avions et d'hydravions, notamment de la série « Loire ». De la dizaine de prototypes d’hydravions imaginés et construits pendant cette période d’Avant-Guerre, un seul obtiendra un succès commercial, le Loire 130, les autres restant à l'état de prototypes.
Pendant la Seconde Guerre mondiale Yves Jan-Kerguistel se retire à Mesquer, berceau de sa famille ; il devient en 1943 président de la délégation spéciale installée à la tête de la commune. 
Il a épousé le 4 avril 1921, à Saint-Mars-d'Outillé (Sarthe) Marguerite du Trochet (1895-1984).

## Distinctions
- Officier de la Légion d'honneur (décret du 28 décembre 1934)[5]

## Publications
- Yves Jan-Kerguistel, « Les appareils et les tendances de l'aviation maritime », Revue maritime, no 91,‎ juillet 1927 (lire en ligne).

## Avions et hydravions conçus par Yves Jan-Kerguistel
- Loire 50
- Loire 60
- Loire 70
- Loire 102
- Loire 130
- Loire-Nieuport LN 10
- SNCAO CAO.30
- SNCAO CAO.700